# クールス
クールス（COOLS）は、日本のロックバンドである。1975年結成、現在も活動中。

## 概説
結成からすでに40年以上経っているが、音楽性やファッションなど一貫して変わらず活動を続けている。元メンバーに舘ひろし、岩城滉一、水口晴幸（ピッピ、PITPI）、横山剣など有名芸能人を輩出している。BUCK-TICK、藤井フミヤなど、その影響を受けたミュージシャンは数多い。
当初は、そのファッションや成り立ちから「不良」を売り物にした。またジェームス藤木は数多くのミュージシャンに楽曲を提供している。
バンド結成当初はコンサート会場にファンの暴走族が集結したり、その他のファン層も不良少年が多かった。

## 歴史

### 前史
六本木ロアビル建設中の1972年頃、その隣にあったジーンズ・ショップの向かいにダイナー形式のハンバーガー屋があり、バイカーの溜まり場になっていた。ジーンズ・ショップで働いていた水口晴幸が後にクールスを結成するメンバーたちとそこで知り合う。

### 舘ひろしと岩城滉一の出会い
水口が事業家に誘われて、乃木坂でアメリカ大使館の家族が住んでいた庭付きの洋館で洋服メーカーを設立。そこにビリヤード台を置いたら、不良がたくさん集まるようになり、その中に舘ひろしや岩城滉一らもいた。飲食店で食事をしていた岩城滉一に舘ひろしが歩み寄り、身構えた岩城に「あのバイク、君の?」と話しかけ、バイクの話題で意気投合する。当時、舘はバイクの免許を持っておらず、岩城に勧められ、岩城のバイクに二人乗りして教習所に通った。

### 結成（バイクチーム「クールス」）
舘ひろしが「バイクチームを作ろう」と水口たちを何度も誘い、東京原宿において1974年12月13日の金曜日の縁起の悪い日をわざと選び、舘ひろしをリーダー（チーム内での呼称は「ボス」。ただし水口晴幸（ピッピ、PITPI）のみ「大将」と呼んでいた）、岩城滉一（同じく、チーム内での呼称は「コーちゃん」）をサブリーダーに、および岩城の学生時代からの友人であった佐藤秀光らで結成されたモーターサイクルグループ、クールスを結成。
結成に際して舘が自分で「このチームはリーダー（舘）の独裁により運営される」と頭に書いた血判状（規約書）を作成して、メンバーはノリで血判を押した。このため水口は「だから今でも舘から電話があったら、飛んで行かないといけないんだ（笑）」と話してる。当時、舘はカワサキのZIIに乗っていた。
チーム結成当時の人数は21人で、メンバー全員リーゼント・黒の革ジャンパー・黒または青のジーンズ・黒のオートバイで統一された。「黒」というカラーにこだわったのは、舘が学生時代にラグビー部の主将をしていて、ラグビーNZ代表「オールブラックス」が好きだったからである。表参道の神宮前交差点近くにあった原宿レオンという多くのクリエイターが出入りするカフェが溜り場で、店の前に黒いオートバイを数台並べている様は大きいな注目を集めた。当時の原宿は芸能関係者やクリエイターなど、時代の先端を行く人たちが集まる場所で、まだカラフルな色合いが多かった時代に於いては黒一色のファッションが目立った。女性ファッション誌などのモデルを務めたりし、素人なのに近県からファンが集まるようになった。
1975年4月13日、矢沢永吉率いる「キャロル」の解散コンサートで親衛隊を務める。これはローリング・ストーンズがヘルズ・エンジェルスを親衛隊にしてコンサートを行なったことに影響されて、矢沢が舘に同じような演出をしたいと持ちかけたもの。キャロルの解散コンサートを収録したDVD（一部カット編集）にはバイクチーム時代のクールスの走行場面が映っており、また、岩城がキャロルとの思い出を語ったり、舘がキャロルメンバーにインタビューしたりする場面などが収録されている。この活動によりクールスは一躍脚光を浴びた（キャロルよりクールスを観ていたという客がいたほど、当時は芸能人ではなかったにもかかわらず、注目されていた）。「クールスはキャロルの親衛隊」であったが、個々の交友があり、特に水口晴幸はキャロルのスタッフと仲が良く、ファッション関係など、キャロルのヴィジュアル面でのアドバイザーの一人で、両者は対等な友人関係であり、また当時はあくまでロックバンドとそれを支持するバイクチームの関係であった。よって「クールスはキャロルの弟分バンド」「矢沢永吉は舘ひろしの兄貴分」という認識は誤りであり、またその後のクールスの音楽性もキャロルとは異なるものであった。メンバーの佐藤秀光は解散コンサートの後、矢沢に誘われ相合傘で日比谷から国会議事堂前まで二人で歩いたと話している。佐藤はこの後行ったキャロルの二次会で、ジョニー大倉がステージで歌っている時に、
飛び入りでジェームス藤木がギターで、佐藤がドラムスで、舘がボーカルで加わってライブを披露し、業界関係者が驚き、キングレコードがプロデビューの話を持ち掛けた。

### バイクチーム クールス
- 舘ひろし （ボス、大将）
- 岩城滉一 （滉ちゃん）
- 水口晴幸 （ピッピ）
- 佐藤秀光 （ヒデ坊、ヒデミツ、ブルース・リー）
- 村山一海 （ムラ）
- ジェームス藤木 （ジェームス）
- 飯田和男 （フランク）
- 梅村光男 （社長）
- 玉村雅已 （マチャミ）
- 渡部和裕（ターベ）
- 郷田雅之 （ハーレー）
- 久木好文（サム）
- 坂本章（ショウボウ）
- 中井暢孝（ヨーチン）
- 福田ゲン（ゲン）
- 森家ケイスケ（モガ）
- 市川元道（イチカワ）
- 成川潤一（ナリカワ）

### 第1期 クールス
当初、舘ひろしはバンド結成については否定的であったが、キングレコードの熱心な若手社員に説得され、「チームのメンバーを食べさせていくため」として、バンド結成を決意する。
キャロル解散後の1975年9月、舘がバイクチームの中から選抜した楽器経験者の7名と、チームの中でベースを弾ける人間がいなかったことからジェームス藤木が舘に紹介した大久保喜市の計8名で、ロックンロールバンド「クールス（COOLS）」としてシングル「紫のハイウェイ」、アルバム『クールスの世界　黒のロックン・ロール』でデビュー。その際、岩城滉一は参加しておらず、そのまま俳優となった。岩城が参加しなかった理由は、すでに東映と俳優として契約を交わしていたからであった。
結成メンバーは以下の8名。（）内は担当楽器／ニックネーム。
- 舘ひろし（ボーカル／ボス）
- 水口晴幸（ボーカル／ピッピ）
- 村山一海（ボーカル／ムラ）
- ジェームス藤木（リードギター／ジェームス）
- 飯田和男（サイドギター／フランク）
- 大久保喜市（ベースギター／キイチ）
- 佐藤秀光（ドラム／ヒデミツ）
- 梅村光男（ギター／社長） ※結成後、すぐに脱退した。

キャロルが初期のビートルズを手本とした8ビートのブリティッシュ・ロックンロールだとすれば、クールスは4ビートのアメリカン・ロックンロールであり、舘が手本に考えていたのはアメリカン・ロックンロールバンドのシャ・ナ・ナ（en:Sha Na Na）であった（それは舘・水口・村山の三人ボーカルにも表れている）。 後年、本家シャ・ナ・ナとは来日公演で共演、その模様はライブ盤『KINGS OF ROCK'N'ROLL』に収められている。
キングレコードから『黒のロックンロール』『ロックンロール・エンジェルス』『東京直撃』『ハローグッドバイ』の4枚のアルバムを出す。また『暴力教室』『男組～少年刑務所』などの映画にも出演した（但し、『暴力教室』にはメンバー全員出演しているが『男組～少年刑務所』には後述の理由で、水口とジェームスは出演を拒否している）。
その後1977年4月リーダーの舘が脱退。後に大久保が出版した「ストレンジブルー」によると、映画の主演はあくまでも舘ひろしであり、その他のメンバーは脇役という状況に、またリーダーとしてすべてを握る舘に対し他のメンバーから反感が出はじめ、そのほかでも映画やマスコミに出たい舘と、純粋に音楽だけをやりたい他のメンバーとでズレが出て、次第に血の結束を誇ったクールスでも「舘VSメンバー6人」で修復不可能な亀裂が生じてきたことが舘脱退の原因、および水口・ジェームスが舘に対しての反感から、舘主演の映画出演を拒否した理由らしい。
舘は脱退後キングレコードに残り、「舘ひろしとセクシーダイナマイツ」を結成。その後ソロとなり、そのまま俳優として東映に所属。その後石原裕次郎に俳優としての才能を見い出され、石原プロモーションへ移籍する。
ここでロックバンドとしてのクールスは事実上一旦解散したといわれる。実際に解散コンサートも行われ、それを録音したのが前記の『ハローグッドバイ』である。そのため、現在のクールスとは別だという説もあるが、舘以外のメンバーで続けられたのも事実である。舘以外のメンバーはこの時点ではすべて解散に反対し、残留してバンド活動を続けていた（前記の「ストレンジブルー」でも、舘が「俺は辞めるけど、お前たちは続けるなり、勝手にすればいい」というような意味の言動があったと記述されている）。このときクールス（COOLS）という名称はキングレコードが権利を持っていたと思い込んでいたため、改称せざるを得なかった（しかし権利については後に誤解と判明）。水口は「舘が辞めると言ったとき、まだキングとの契約が半年残っていた。それでマネージャーが残ったメンバーに『どうしますか?』って聞くから、俺が『このまま頭がいなくなってバンドも辞めたらカッコ悪いだろ』と言った。他のメンバーは決断出来ずで、結局説得されて続けていくことになった。その代わり俺が舘をライバルにするという条件を付けた。キングサイドからは『クールス』の名前を使わないでくれ、と言われたから『クールス・ロカビリークラブ』に改名した」などと話している。

### 第2期 クールス・ロカビリークラブ~クールスR.C.
その後残りのメンバーでトリオレコードに移籍、「クールス・ロカビリークラブ」を結成。村山と水口のツインボーカルで人気を得る。また二代目リーダーにドラムの佐藤が就く（以後、一貫して佐藤がリーダーである）。
この第2期からの特筆すべきは、ジェームス藤木がグループの音楽性に大きく貢献したことである。アルバムごとに作曲したナンバーが増えてゆき、村山・水口のツインボーカル以外に彼がリードボーカルをとる曲が増えてきた。従来のロックンロール路線に加えて、ソウル、R&B、ドゥー・ワップ、ファンクなどの黒人音楽に裏打ちされた彼の音楽性は近田春夫、山下達郎という筋金入りのプロフェッショナルのミュージシャンが高く評価していた。
『クールス・ロカビリークラブ』『BE A GOOD BOY』『THE COOL』『デッドヒート日比谷』『NEW YORK CITY N.Y.』(山下達郎との共同プロデュース)と5枚のアルバムを出した後、1979年12月水口が脱退。水口の話だと、「実は、舘が辞めた時点で自分も辞めたかった」と後年語っているが、実際はポリスターに移籍することと、マネジメントへの不満だったらしい。水口は「成功して心が緩み、金銭的な疑問もあって、俺の中でクールスは終わった」などと話している。
残ったメンバーはさらに、ポリスターレコードに移籍。バンド名も「クールスR.C.」とした。テレビドラマ『爆走!ドーベルマン刑事』にゲスト出演。アルバム『BIG DEAL』『THE HIT』を発表。その後ベースの大久保が脱退（大久保の脱退理由は、「長年のバンド活動から、虚脱感を感じたこと」と前記「ストレンジブルー」に記述されているが舘・水口の場合とは違い、脱退後もメンバーとは交流があり、後に復帰する）。水口脱退後～横山・萩野加入までの5人編成時期を第3期とする説もある。

### 第3期 クールスR.C.
1981年10月、それまでスタッフだった横山剣と、同じくスタッフだった萩野知明（トニー萩野）がそれぞれボーカルとベースで加入。村山一海とともにツインボーカルが復活。アルバム『チェンジリングス』『クールスオールディズスペシャル』『ロックンロールジャンキー』『ロックンロールバイブル』『KINGS OF ROCK'NROLL』を発表した後、1983年、横山が脱退。作詞・作曲もこなす横山の加入により音楽性が向上したが、レコード会社から「音楽性より、元の『舘ひろし時代』のような、革ジャン・リーゼントの不良ロックに戻せ」と言われ、「自分はバイクチーム時代からのオリジナルメンバーではないし、自分の音楽を否定され、キング時代に戻すなら自分が今のクールスにいる意味がなくなった」と感じたことが脱退の原因だった。しかし横山はクールスのメンバーを尊敬しており、現在でもクールスの節目節目の記念にはゲストとして参加している。
ここで一旦活動を停止（解散ではない）。なお1982年7月9日、テレビドラマ『ザ・ハングマンII』第6話「ヨガ秘術 しゃべる水死体」にメンバー全員でゲスト出演している。

### 第4期 Original Cools'90（オリジナル・クールス'90）
その後しばらく休眠状態だったが、1990年、元メンバーの大久保が呼びかけ、村山一海、佐藤秀光、ジェームス藤木、大久保喜市、濱野和男（飯田和男から改名）のオリジナルメンバーが再結集し「Original Cools'90（オリジナル・クールス'90）」を結成する（この時、舘ひろし、水口晴幸も誘われたが両名とも断った）。
大久保喜市のプロデュースでシングル「ROCK THE WORLD」、アルバム『Original Cools '90』、ライブアルバム『ALIVE』を発表。しかしすぐに再び大久保、濱野が脱退。

### 第5期 ザ・クールス（THE COOLS）
1992年、それまでサポートメンバーだった後藤直樹、元シャネルズの山崎廣明が、それぞれギターとベースで正式に加入し、「ザ・クールス」として再始動。レコード会社もポリスターレコードに移籍。
アルバム『GoodFellows』『Dyed-in-the-COOL』の2枚を発表。16年ぶりに、日比谷野音でのコンサートを成功させた（ゲスト：大久保喜市、横山剣、井倉光一（元Moon Dogs））。
1997年に後藤、山崎が脱退（後藤はその後もサポートとして参加）。2000年には村山、佐藤、ジェームスに横山、濱野、萩野が参加し、一時的にではあるが「COOLS SPECIAL」としてリユニオンメンバー（第3期メンバー）による再結成ツアーも実現している。

### 現在 クールス
（THE COOLSのままで表示される場合もある）
クールスは35年の時を経てなお、村山、佐藤、ジェームスを中心に活動中である（最近はフランク（濱野）も復帰し、活動しているようである）。一時期、現在後藤直樹とワンダラーズを組む和田ジョージがギターとして正式参加していた。
37年以上の長い歴史で若干あいまいになった点もあるが、現在のクールスの正式メンバーはあくまでも村山一海、佐藤秀光、ジェームス藤木、フランク（濱野）の4人であり、後藤直樹、和田ジョージの2人がサポートとして参加しているようである。
以前のような大会場でのライブはなくなったが、現在もライブハウスや地方の会場で積極的に活動中である。現在、千葉県匝瑳市に、クールス専用のライブハウス「 HUNGRY 」がある。
2010年は、結成から35周年を迎え、更にオオクボキイチ（大久保）も復帰し、舘、水口以外のオリジナルメンバーでのツアーも行われた。またその一環として15年振りに9月12日に日比谷野音でのアニバーサリーライブを成功させた（ゲスト：横山剣、井倉光一）。
岩城はロックバンドの「クールス」には参加していないため、メンバーとの確執は無く、また元々学生時代から現リーダー佐藤と友人だったこともあり、佐藤が企画するファンとのツーリング等に顔を出す等、交流は続いている。
日比谷野音では、新曲「ROCKNROLLER」「MIDNIGHTSTAR」が発売された。
2002年にはオリジナルメンバーであるオオクボキイチが、デビューから脱退までのことと、当時のサブカルチャーを独自の視点で描いた小説「ストレンジ・ブルー」（河出書房新社）を出版している。2006年秋、当時のアルバムの復刻盤がキングレコードからリリースされた。
2007年11月、世界文化社から、第1期・第2期のボーカリスト水口晴幸の視点でクールスを描いた「原宿ブルースカイヘブン」が出版された（一時、映画化の話もあったが、諸事情により中止された）。
2015年、デビュー40周年を迎えて、シングル「泣きながらツイスト」（作詞・作曲：横山剣）を発表、トリビュート・アルバム『A TRIBUTE TO COOLS “GET HOT COOL BLOOD BROTHERS』にも収録、神戸・名古屋・大阪・東京でライブを行った。
2025年3月17日、2代目リーダーを長く勤めた佐藤秀光が死去した。

## 歴代メンバー
|                                                       | Vocal        | Vocal    | Vocal    | Guitar         | Drums        | Bass                       | Guitar             | Guitar         | Guitar               | Piano                  | Sax              |
| ----------------------------------------------------- | ------------ | -------- | -------- | -------------- | ------------ | -------------------------- | ------------------ | -------------- | -------------------- | ---------------------- | ---------------- |
| クールス (1975 - 1977)                                | 舘ひろし(※3) | 水口晴幸 | 村山一海 | ジェームス藤木 | 佐藤秀光     | 大久保喜市                 | 飯田和男           | 梅村光男（※1） |                      |                        |                  |
| クールス・ロカビリークラブ クールスR.C. (1977 - 1981) |              | 水口晴幸 | 村山一海 | ジェームス藤木 | 佐藤秀光(※3) | 大久保喜市                 | 飯田和男           |                |                      |                        |                  |
| クールスR.C. (1981 - 1983)                            |              | 横山剣   | 村山一海 | ジェームス藤木 | 佐藤秀光(※3) | 萩野知明                   | 飯田和男           |                |                      |                        |                  |
| オリジナルクールス90' (1990 - 1992)                   |              |          | 村山一海 | ジェームス藤木 | 佐藤秀光(※3) | 大久保喜市                 | 濱野（飯田）和男   |                |                      | チキンヘッド坂上（※2） | 里タカヒロ（※2） |
| ザ・クールス (1992 - 1997)                            |              |          | 村山一海 | ジェームス藤木 | 佐藤秀光(※3) | 山崎廣明                   | 後藤直樹           |                |                      | クレイジー銀（※2）     | 佐藤尚行（※2）   |
| クールス (1997 - 現在)                                |              |          | 村山一海 | ジェームス藤木 | 佐藤秀光(※3) | オオクボキイチ(大久保喜市) | フランク(濱野和男) | 後藤直樹（※2） | 和田ジョージ（※2※4） |                        | 佐藤尚行（※2）   |

※1 結成直後に脱退
※2 サポートメンバー
※3 リーダー
※4 山崎脱退後、一時正式メンバーとして参加していたが現在はサポートとして参加　　　　　　　　　　　　　　　　　　　　　　　　　　　　　　　　　　　　　　　　　　　　　　　　

## ディスコグラフィー

### シングル
| 発売日                       | レーベル       | 規格     | 規格品番   | 面       | タイトル                     | 作詞                          | 作曲                          | 編曲                  |
| クールス                     | クールス       | クールス | クールス   | クールス | クールス                     | クールス                      | クールス                      | クールス              |
| ---------------------------- | -------------- | -------- | ---------- | -------- | ---------------------------- | ----------------------------- | ----------------------------- | --------------------- |
| 1975年9月                    | キングレコード | EP       | BS-1957    | A        | 紫のハイウェイ               | たちひろし 五大洋光           | 近田春夫                      |                       |
| 1975年9月                    | キングレコード | EP       | BS-1957    | B        | あの娘はステディ・ガール     | たちひろし 五大洋光           | 近田春夫                      | ジョニー大倉          |
| 1976年2月                    | キングレコード | EP       | BS-1989    | A        | 甘い暴力                     | たちひろし 五大洋光           | 近田春夫                      | ジェームス藤木        |
| 1976年2月                    | キングレコード | EP       | BS-1989    | B        | リメンバー                   | たちひろし 五大洋光           | 近田春夫                      | ジェームス藤木        |
| 1976年7月                    | キングレコード | EP       | GK-18      | A        | 恋のテディー・ボーイ         | 大木トオル 補：たちひろし     | 大木トオル                    | 大木トオル            |
| 1976年7月                    | キングレコード | EP       | GK-18      | B        | バースデイ                   | たちひろし                    | ジェームス藤木                | 大木トオル            |
| クールス・ロカビリィ・クラブ |                |          |            |          |                              |                               |                               |                       |
| 1977年6月                    | トリオレコード | EP       | PB-606     | A        | ハイスクールクイーン         | 高坂実                        | 大浜和史＆MIKI                | COOLS R.C.            |
| 1977年6月                    | トリオレコード | EP       | PB-606     | B        | ロンリー・ベースマン         | 高坂実                        | ロビー和田                    | COOLS R.C.            |
| 1977年11月                   | トリオレコード | EP       | 3B-120     | A        | Quty Sue                     | 山本亜沙理                    | ジェームス藤木                | COOLS R.C.            |
| 1977年11月                   | トリオレコード | EP       | 3B-120     | B        | Be Ａ Good Boy               | ジェームス藤木                | ジェームス藤木                | COOLS R.C.            |
| 1978年4月                    | トリオレコード | EP       | 3B-137     | A        | 恋のゴールデンリング         | 村山一海                      | ジェームス藤木                | COOLS R.C.            |
| 1978年4月                    | トリオレコード | EP       | 3B-137     | B        | Skinny Legs Mama             | ジェームス藤木                | ジェームス藤木                | COOLS R.C.            |
| 1978年9月                    | トリオレコード | EP       | 3B-142     | A        | センチメンタル・ニューヨーク | 村山一海                      | ジェームス藤木                | COOLS R.C.            |
| 1978年9月                    | トリオレコード | EP       | 3B-142     | B        | 風がかわる前に               | 山川啓介                      | ジェームス藤木                | COOLS R.C.            |
| 1979年3月                    | トリオレコード | EP       | 3B-150     | A        | クライマックス               | 飯田和男                      | ジェームス藤木                | COOLS R.C.            |
| 1979年3月                    | トリオレコード | EP       | 3B-150     | B        | One Night Love               | 飯田和男                      | 大久保喜市                    | COOLS R.C.            |
| クールスR.C.                 |                |          |            |          |                              |                               |                               |                       |
| 1980年4月                    | ポリスター     | EP       | 6P-2       | A        | カルフォルニア・ブルースカイ | クールスRC                    | ジェームス藤木                | COOLS R.C.            |
| 1980年4月                    | ポリスター     | EP       | 6P-2       | B        | Halloween Ball Swingin       | クールスRC                    | ジェームス藤木                | COOLS R.C.            |
| 1980年7月                    | ポリスター     | EP       | 6P-7       | A        | T-Bird Cruisin'              | ジェームス藤木                | ジェームス藤木                | COOLS R.C.            |
| 1980年7月                    | ポリスター     | EP       | 6P-7       | B        | モノローグ                   | 村山一海                      | 佐藤秀光                      | COOLS R.C.            |
| 1980年12月                   | ポリスター     | EP       | 6P-13      | A        | ラストダンスはCha,Chaで      | COOLS R.C.                    | ジェームス藤木                | COOLS R.C.            |
| 1980年12月                   | ポリスター     | EP       | 6P-13      | B        | Do The Steam Train           | ジェームス藤木                | ジェームス藤木                | COOLS R.C.            |
| 1981年4月                    | ポリスター     | EP       | 7P-22      | A        | スウィンギン・ブロードウェイ |                               |                               | COOLS R.C.            |
| 1981年4月                    | ポリスター     | EP       | 7P-22      | B        | 愛しのCha-Cha                | 村山一海                      | ジェームス藤木                | COOLS R.C.            |
| 1981年10月                   | ポリスター     | EP       | 7P-34      | A        | シンデレラ・リバティ         | 横山剣                        | 横山剣                        | COOLS R.C.            |
| 1981年10月                   | ポリスター     | EP       | 7P-34      | B        | ピコーズ・ユア・ハニー       | 飯田和男                      | 飯田和男                      | COOLS R.C.            |
| 1982年6月                    | ポリスター     | EP       | 7P-49      | A        | ワンダフル・ワールド         | B.Campbell、H.Alpert、L.Adler | B.Campbell、H.Alpert、L.Adler | COOLS R.C.            |
| 1982年6月                    | ポリスター     | EP       | 7P-49      | B        | 涙のベイビーズコール         | A.Conley、O-Redding           | A.Conley、O-Redding           | COOLS R.C.            |
| 1983年10月                   | ポリスター     | EP       | 7P-75      | A        | Movie A Go Go                | 横山剣                        | 横山剣                        | COOLS R.C.            |
| 1983年10月                   | ポリスター     | EP       | 7P-75      | B        | シンデレラ                   | 近田春夫                      | 近田春夫                      | COOLS R.C.            |
| オリジナルクールス90'        |                |          |            |          |                              |                               |                               |                       |
| 1990年6月10日                | MOON           | 8cmCD    | AMDM-6012  | A        | ロック・ザ・ワールド         |                               |                               | オリジナルクールス90' |
| 1990年6月10日                | MOON           | 8cmCD    | AMDM-6012  | B        | Good-by Angel                |                               |                               | オリジナルクールス90' |
| ザ・クールス                 |                |          |            |          |                              |                               |                               |                       |
| 1993年7月21日                | スターランド   | 8cmCD    | SIDN-5     | A        | 恋のHurry Up Train           | ジェームス藤木                | ジェームス藤木                | ザ・クールス          |
| 1993年7月21日                | スターランド   | 8cmCD    | SIDN-5     | B        | Basement Rock'n'Roll Club    | 佐藤秀光                      | 佐藤秀光                      | ザ・クールス          |
| クールス                     |                |          |            |          |                              |                               |                               |                       |
| 2010年9月22日                | SOLID          | CD       | CDSOL-1376 | A        | ロックン・ローラー           | 村山一海 ジェームス藤木       | ジェームス藤木                | クールス              |
| 2010年9月22日                | SOLID          | CD       | CDSOL-1376 | B        | ミッドナイト スター          | 村山一海                      | ジェームス藤木                | クールス              |

### アルバム
1. クールスの世界~黒のロックン・ロール（1975年9月21日）キング
2. ロックン・ロール・エンジェルス（1976年7月21日）キング
3. 東京直撃~クールス・ライヴ（1976年11月21日）キング
4. ハロー・グッドバイ（1977年4月21日）キング
5. クールス・ロカビリー・クラブ（1977年6月25日）トリオ（プレイボーイ）
6. ビー・ア・グッド・ボーイ（1977年11月10日）トリオ
7. ザ・クール（1978年4月25日）トリオ
8. デッド・ヒート・日比谷（1978年10月25日）トリオ
9. NEW YORK CITY N.Y.（1979年3月25日）トリオ
10. デッドストック 1977~1979（1980年2月25日）トリオ
11. ビッグ・ディール（1980年7月25日）ポリスター
12. ザ・ヒット（1981年4月25日）ポリスター
13. Changelings~Born Busters Again~（1981年10月25日）ポリスター
14. オールディーズ・スペシャル（1982年6月25日）ポリスター
15. ロックン・ロール・ジャンキー（1983年10月21日）ポリスター
16. ロックン・ロール・バイブル（1983年12月1日）ポリスター
17. キングス・オブ・ロックン・ロール（1984年4月21日）ポリスター
18. Original Cools '90（1990年6月25日）MOON
19. Original Cools '90 ALIVE（1990年10月25日）イーストウエスト
20. Good Fellows（1993年8月）スターランド
21. Dyed In The Cool（1995年9月21日）センチュリー
22. Rock'n Roll Explosion in 日比谷（1995年2月25日）ポリスター
23. Super Live（2000年8月19日）シルバーレコード
24. クールス・ライブ!デッドヒート・イン・ヒビヤ 2010.9.12（2010年12月25日）CHOPPER

### 編集盤・BOX
1. Cools History Vol.1~3（1990年11月21日）キング　*キング時代の全音源をまとめたシリーズ（*Vol.2 に収録されている「東京直撃~クールス・ライヴ」は何故か6曲カットされている）
2. クールスR.C.~トリオ・イヤーズ（2004年8月25日）アブソード・ミュージック　*トリオ時代のシングルA・B面、アルバム、ライブより編集した2枚組CD
3. ゴールデン☆ベスト（2006年3月25日）ウルトラ・ヴァイヴ *ポリスター時代のシングルA・B面、アルバム、ライブより編集した2枚組CD
4. GREAT&REALLY ROCKIN'GIANT~35th CD&DVD BOX ポリスター・イヤーズ（2010年8月28日）SOLID　*10CD＋3DVD
5. コンプリート・コレクションBOX　トリオ・イヤーズ 1977-1979 I AIN'T GONNA BE GOOD（2019年5月29日）SOLID　*6CD＋1DVD

### 映像（DVD）
1. ROCK'N ROLL EXPLOSION IN 日比谷（2003年6月25日）
2. COOLS R.C LIVE（2003年6月25日）
3. 30th HISTORY~EVERYTHING WE SAID WAS COOL（2006年2月15日）
4. BIG POWER SHOW 33th 2008.7.20(2008年11月6日）
5. デッドヒート・イン・ヒビヤ 2010（2011年7月25日）
6. ライヴ・アット・後楽園ホール（2011年8月10日）
7. クールス40周年記念ライブDVD
8. COOLS 40TH ANNIVERSARY LIVE 2015 LIVE at EX THEATER ROPPONGI 21st Sep.2015